# ティモシー・マクベイ
ティモシー・ジェームズ・マクベイ（Timothy James McVeigh、1968年4月23日 - 2001年6月11日）はアメリカの元死刑囚。1995年4月19日に発生したオクラホマシティ連邦政府ビル爆破事件の主犯である。

## 経歴

### 生い立ち
ティモシー・マクベイは1968年4月23日、ニューヨーク州西部のバッファロー近郊の町ペンドルトンでアイルランド系カトリック教徒の家に生まれた。あだ名はティム。高校はニューヨーク州ロックポートのスターポイント高校を卒業している。ペンドルトンは極めて保守的な町であり、人口構成も90％が白人であった。
家族構成は2歳上の姉と6歳下の妹、両親の5人家族だったが、両親は彼が10歳の時に離婚した。マクベイの父親は、マクベイの祖父が30年勤め上げた車工場で働いていた。休日はTシャツに野球帽をかぶり、リトルリーグ（少年野球）のコーチをする、という普遍的なアメリカ人を体現したような人物だった。母親は旅行会社で働いていたが、ある日突然離婚届を置いて家出同然に家を出たため、残された家族はショックを受けた。当時の近所の住民は、妻は夫や子供達に断る事無く外出している事が多かったと記憶している。
父親は工場で夜勤が多く、その間子供たちは近所の住民が交代で面倒を見ていたが、マクベイは友人たちとバスケットボールで遊んだりと大きな問題があるようには見えなかったと証言している。当時の友人たちの証言では、父親との関係を良好に保ち最大限の敬意を払っていたが、母親については何も語らず、無理に聞き出そうとすると急に逆上することが度々あったという。彼の父は敬虔なカトリック教徒で、離婚後も一家で日曜学校に参加していた。
友人や家族は、マクベイは昔からシャイで人付き合いが苦手だった、と証言している。極端に痩せていたため学校でからかわれる事も多かった。高校生の時に妹から女性を紹介されたが、「極端に照れて顔を赤くするだけでまともに話す事も出来なかった」と妹やその女性は証言している。
学校の成績は特に優秀ではなかったが、単に興味がなかっただけのようである。というのも、後に最高ランクの奨学金を難なく受給しているからである。高校卒業後地元のコミュニティーカレッジに進学してコンピュータの勉強をするが、「飽きた」として唐突に退学している。

### 軍隊生活
1988年、マクベイはアメリカ陸軍に入隊した。マクベイはアメリカ陸軍の一兵士として湾岸戦争にも従軍し、ブロンズ・スター・メダルを授与された。湾岸戦争前にカンザス州のフォート・リレイ基地に所属しそこでトップクラスの狙撃成績を残している他、湾岸戦争では1発の銃弾でイラク兵2名を射殺している。その際、敵が2人いたにもかかわらず、一発しか銃を撃たなかったので、上官が「なぜ撃つのをやめた？」と聞いたが、「もう倒した」とマクベイは答えた。マクベイは極めて優秀な兵士として表彰され、新兵の訓練所で講義を依頼された事もあった。マクベイは陸軍の特殊部隊であるグリーン・ベレーに入りたがっていた。マクベイは湾岸戦争終結後、グリーン・ベレー部隊編入のための訓練プログラムに登録したが、訓練開始二日目に体力的な理由からプログラムから外された。湾岸戦争で身体が鈍っていたためである。マクベイは自分が外された事に大きく落胆し、1991年12月31日に除隊している。
除隊後、マクベイは生まれ故郷ペンドルトンの近くで警備員の仕事に就き、事件の数ヶ月前までカンザス州フォート・リレイ近くの町ジャンクションシティで働いていた。この間に反政府主義武装団体ミシガン・ミリシアに加入。当時のクリントン政権が全アメリカ国民を完全に管理する事業に着手し全ての武器を個人から取り上げようとしていると主張するミリシアのキリスト教愛国主義（白人至上主義）の過激思想に強い影響を受けるようになった。当時の友人に対し「国連が設立した世界政府がアメリカ国民を武装解除させ、おれたちから武器を奪いとるつもりだと思っていた」と話している。

### 爆破
マクベイは借りた4,000lbs（約2t）のトラックに陸軍時代からの友人である共犯者、テリー・ニコルズの協力を得て、採石場から盗んだダイナマイトを伝爆薬とする、硝酸アンモニウムとニトロメタン（通常は硝酸アンモニウムと軽油を使用するが、さらに高い爆発力を得るために使用。ラジコンヘリや実物のレーシングカー等の燃料に配合するニトロ化合物。）とから成るANFO爆薬を満載した車爆弾を作成した。
1995年4月19日、マクベイはオクラホマ州オクラホマシティにある、オクラホマシティ連邦政府合同庁舎ビル（アルフレッド・P・マラー連邦ビル）前に車を停め、車爆弾を仕掛けると安全な場所に移動した後、午前9時2分に伝爆薬のダイナマイトに装填された雷管の起爆スイッチを押した。
連邦ビルは前半分の80％が崩れ落ち、167人が死亡、850人以上の負傷者が病院に収容された。168人目の犠牲者の女性は、ビル1階の職員用託児所に預けられていた際に事件に巻き込まれ、収容先の病院で死亡した。託児所はトラックから10mと離れていなかったため、女性以外の子供たちにも、多数の犠牲者が出た（ただし託児所内で瀕死の重傷を負いながらも生還した子供もいる）。逮捕後マクベイは捜査官に、ビルの1階に託児所があるとは知らず、もし知っていれば、別の場所を狙ったと供述している。
事件後、専門家がオクラホマ州連邦政府合同庁舎ビルの構造を調べたところ、1階の玄関前の部分が柱で支えられ、その上に2階以上の階が載る形になっていたことから元々衝撃に弱く、その柱が折られると、上の階が崩壊するような構造になっていたことが明らかになった。事件後マクベイは捜査官からの尋問に対し、その事を熟知した上で、正面玄関前に爆発物を搭載したトラックを停めたと供述した。

### 逮捕
事件後すぐにFBIが動き、犯行に使われたトラックがジャンクションシティから借り出されたことを突き止め、レンタカー会社の社員に借主の似顔絵製作に協力を要請したところ社員は快諾。トラック貸し出し時に作成した依頼書にはクリング（Kling）の名前が記載されていた。マクベイの似顔絵はすぐさまテレビに公開され、ドリームランドホテルに泊まっていたリー・マクガウンという男に良く似ているという情報が提供された。クリング、リー・マクガウン共にマクベイが使った偽名であった。
ビル爆破後マクベイは、テレビに自分の似顔絵が流されていることなど露知らずにオクラホマ州ペリー近くのノーブル郡高速道路を車で走っていたが、オクラホマ州パウニーで高速道路警察隊の隊員に呼び止められた。隊員はマクベイの車には有効なナンバープレートが付けられていないことに気付いた。マクベイは有効なナンバープレートをつけずに公道を走ったこと、そして弾が装填された重火器を許可証なしに持ち歩いていたことで逮捕された。3日後、刑務所内でマクベイは国を挙げての犯人捜査の網に引っ掛かった。
動機についてマクベイは、これはブランチ・ダビディアン（ウェーコ事件、1993年4月19日）と Ruby Ridge に対して政府がしたことに対する復讐だと述べた。ウェーコ事件が前述の個人の小火器所持を非合法化し、すべての武器を個人から取り上げる計画に着手した証拠と思い込み、ウェーコ事件の2周年記念の日に爆破を決行したという。

### 裁判・死刑執行
裁判でマクベイの弁護団は、連邦政府合同庁舎ビルの爆破は政府によるウェーコ事件に対する抗議のためだと主張し、ウェーコ事件において政府が国民に対して大きな嘘をついたと公言した。CNNの調査では国民の実に80％以上が死刑を希望した。
1995年8月10日、マクベイは11の連邦法違反と8の第一級殺人罪により起訴され、同年10月20日連邦裁判所は死刑判決を下した。なお、共犯者には終身刑、さらにもう一人の男には計画を知っていながら通報しなかったとして懲役12年が確定している。
死刑執行はマクベイ自身とその弁護団による死刑執行の中止要請により遅れたが、最終的には2001年6月11日にインディアナ州テレホート連邦刑務所で薬物による刑が執行された。前述の通り遺族の数が800人を超えたため全員を死刑執行に立ち会わせることが不可能であり、立ち合いをする遺族は抽選で選ばれた。その他の遺族には暗号化された信号によりテレビ中継されたが、ビデオでの処刑シーンの撮影を防ぐため厳重な手荷物検査が実施された。
マクベイは指揮者のデビッド・ウッダードを死刑執行の前夜にレクイエムミサを行うように招待した:240-241。「快適さを提供する」ことを意図して、ウッダードは同意した。 執行前、カトリックとして育っていたマクベイは、教戒師である神父からの赦しの秘跡のあと、病者の塗油と最後の聖体拝領を受けて、刑に臨んだ。

## その他
事件発生当初、犯行声明文等がないことから警察・FBI・マスコミや一般市民までもがイスラム過激派やネオナチの仕業ではないかと推測した。発生直後、オクラホマシティ周辺に居たアラブ系アメリカ人を含むアラブ系の人物約数十人が一時警察に身柄を拘束された（大半が数時間以内に釈放）。ところが実際に捕まえてみるとかつては陸軍に従軍していた優秀な兵士だったことに衝撃を受けた。
事件後各種メディアが事件とマクベイについて取り上げ、有力誌であるタイムとニューズウィークでは彼の顔写真で表紙を飾り、何週間も連続して彼について特集を組んだ。
事件後合同庁舎ビル跡地には慰霊のための公園が作られ、そこにはこの事件で働いたレスキュー隊員や一般市民で救助に助力した人々の名前が石碑に刻まれた。
彼が望んだ最後の食事は、1クォート(0.946リットル)のチョコチップ入りミントアイスであった。
2002年2月15日、マクベイの父ビルたちの尽力で、マクベイの少年時代の教会でマクベイの追悼ミサが執り行われた。
収監中のマクベイを長期に渡り取材し、「アメリカン・テロリスト」を著したジャーナリストのダン・ハーベックによると、マクベイはコロラド州・フローレンスにあるアメリカで唯一特殊警備が敷かれているADXフローレンス刑務所に収監されていた期間中、共犯者のニコルズと共に、ユナボマーとして知られるセオドア・カジンスキーや、世界貿易センター爆破事件を引き起こしたラムジ・ユセフと交友関係を持ち、"Bombers Row"と呼ばれる一団を形成していたという。マクベイはユセフとは政治的な議論を、カジンスキーとは自然やサバイバルについて語り合う事を好んだ。カジンスキーの前では元軍人として禁欲主義的な面を見せていたが、後にこのグループに加わったストリートギャングのラテンキングスの創設者、ルイス・フェリペとは、女性の話で盛り上がっていたという。